# Cleland Boyd McAfee
Cleland Boyd McAfee (25 septembre 1866 - 4 février 1944) est un théologien américain, ministre presbytérien et auteur d'hymnes, surtout connu pour avoir écrit l'hymne de l'évangile, "Near to the Heart of God", et son air appelé "McAfee" ,. Il écrit la chanson après la mort simultanée de deux de ses jeunes nièces, causée par la diphtérie. On pense également qu'il est le créateur de l'acronyme TULIP, qui représente les cinq points du calvinisme .

## Biographie
McAfee est né à Ashley, Missouri, en 1866, fils de John Armstrong McAfee  le fondateur du Park College à Parkville, Missouri et son président de 1875 jusqu'à sa mort en 1890. Le fils est diplômé du Park College en 1884, puis diplômé de l'Union Theological Seminary de New York. McAfee est ensuite professeur de philosophie, directeur de chœur, pasteur et doyen du Park College jusqu'en 1901, date à laquelle il part exercer son ministère à la First Presbyterian Church de Chicago. McAfee quitte First Presbyterian en 1904 pour devenir pasteur de l'église Lafayette Avenue de Brooklyn, à Brooklyn, New York. McAfee enseigne également la théologie systématique au McCormick Theological Seminary, de 1912 à 1930.
En 1912, McAfee est l'auteur du traité "Le plus grand classique anglais : une étude de la version King James de la Bible" . Il est modérateur de l'Assemblée générale de l'Église presbytérienne aux États-Unis d'Amérique et dirige le Conseil presbytérien des missions étrangères de 1930 à 1936. Il est mort en 1944.
Le 10 août 1892, McAfee épouse Harriet "Hattie" Lawson Brown; ils ont trois enfants, Ruth Myrtle, Katharine Agnes et Mildred Helen .
Mildred Helen McAfee Horton devient présidente du Wellesley College (1936-1949) et première directrice de WAVES (Women Accepted for Volunteer Emergency Service) dans la marine américaine (1942-1946).